# Kate Price
Kate Price (Cork (Irlanda), 13 de febrer de 1872– Woodland Hills (Los Angeles), 4 de gener de 1943) va ser una actriu irlandesa de vodevil i cinema mut i també guionista. D'aparença ferrenya, va actuar en més de 300 pel·lícules en moltes de les quals caricaturitzava esposes o vidues irlandeses.

## Biografia
Katherine Duffy (Kate Price) va néixer a Cork el 1872. El seu germà era l'actor Jack Duffy. La seva família va emigrar als Estats Units quan tenia dos anys. Va estudiar a la Laurel Hill Grammar School de Pawtucket. Després de treballar un temps en una botiga va començar a fer teatre amateur. El seu debut va ser el 1895 en el món del vodevil amb la companyia de Price i Steel i precisament es va casar amb Joseph Price Ludwig, un dels dos actors que la dirigien. Va actuar en obres com “Her False First Step” o “The Unexpected Visitor”. El 1910 va entrar a la Vitagraph, primer alternant amb el vodevil, després de manera exclusiva. Allà romandria fins al 1916, actuant amb actors i actrius com John Bunny, Flora Finch o Maurice Costello. També va ser la responsable de diferents guions com el de “Old Fire Horse” o “Wanted, Strong Hand” (1913).
El 1916 va deixar la Vitagraph per, després d'un pas molt breu per la Triangle-Keystone, treballar per a la Vim Comedy Company de Jacksonville, Florida. Allà va actuar amb Oliver Hardy en una dotzena de pel·lícules. En tancar poc després aquesta productora, part dels actors, liderats pel productor Mark Dintenfass, va passar a formar par de la nova companyia Amber Star Comedies, situada a la mateixa ciutat, que poc després es va reanomenar Jaxon Film Corp. Allà va protagonitzar tot un seguit de comèdies amb Billy Ruge. Hardy i Ruge eren les estrelles de la Vim i havien protagonitzat tota una sèrie de pel·lícules basades en dos personatges anomenats "Plum i Runt".
A finals del 1917 Price es va traslladar a Hollywood on va treballar per a diferents productores i interpretà papers al costat de grans estrelles com Mary Pickford, Roscoe Arbuckle, Joan Crawford o Buster Keaton. A partir del 1926 va ser una de les protagonistes d'una sèrie de cinc comèdies sobre dues famílies, els Cohen, jueus i els Kelly, italians. Amb l'arribada del sonor les seves aparicions en el cinema esdevingueren molt esporàdiques i el 1937 es va retirar. Va morir el 1943, als 70 anys, d'un atac de cor a la residència per a antics actors, la Motion Picture Country Home, Woodland Hills.

## Filmografia

### Vitagraph
- Jack Fat and Jim Slim at Coney Island (1910)
- The Evil Artist or a Girl Wronged (1910)
- Two Overcoats (1911)
- The Latent Spark (1911)
- In Northern Forests
- The Woes of a Wealthy Widow (1911)
- The Return of 'Widow' Pogson's Husband (1911)
- Captain Barnacle's Baby (1911)
- Wages of War (1911)
- Foraging (1911)
- Her Crowning Glory (1911)
- How Millie Became an Actress (1911)
- Daddy's Boy and Mammy (1911)
- Selecting His Heiress (1911)
- Lady Godiva (1911)
- Wisteria Memories (1911)
- An Innocent Burglar (1911)
- His Last Cent (1911)
- Hypnotizing the Hypnotist (1911)
- A Slight Mistake (1911)
- Vanity Fair (1911)
- A Doubly Desired Orphan (1911)
- Father and Son (1912)
- Captain Barnacle's Messmates (1912)
- The First Violin (1912)
- Umbrellas to Mend (1912)
- Bunny and the Twins (1912)
- Stenographers Wanted (1912)
- The Diamond Brooch (1912)
- The Great Diamond Robbery (1912)
- The Old Silver Watch (1912)
- Her Forgotten Dancing Shoes (1912)
- The Jocular Winds of Fate (1912)
- Captain Jenks' Diplomacy (1912)
- How He Papered the Room (1912)
- The Old Kent Road (1912)
- The Red Ink Tragedy (1912)
- Diamond Cut Diamond (1912)
- An Eventful Elopement (1912)
- Who's to Win? (1912)
- Pandora's Box (1912)
- Her Old Sweetheart (1912)
- A Lively Affair (1912)
- A Juvenile Love Affair (1912)
- Vultures and Doves (1912)
- The Lovesick Maidens of Cuddleton (1912)
- The Bond of Music (1912)
- Captain Barnacle's Legacy (1912)
- She Wanted a Boarder (1912)
- The Loyalty of Sylvia
- Nothing to Wear (1912)
- As You Like It (1912)
- An Elephant on Their Hands (1912)
- Father's Hot Toddy (1912)
- A Mistake in Spelling (1912)
- An Expensive Shine (1912)
- The Professor and the Lady (1912)
- The Model for St. John (1912)
- The Servant Problem o How Mr. Bullington Ran the House (1912)
- In the Flat Above (1912)
- The Eavesdropper (1912)
- O'Hara, Squatter and Philosopher (1912)
- The Absent-Minded Valet (1912)
- Too Many Caseys (1912)
- All for a Girl (1912)
- Casey at the Bat (1913)
- O'Hara Helps Cupid (1913)
- The Little Minister (1913)
- The Bringing Out of Papa (1913)
- Ma's Apron Strings (1913)
- The Widow's Might (1913)
- Everybody's Doing It (1913)
- The Two Purses (1913)
- And His Wife Came Back (1913)
- It Made Him Mad (1913)
- A Trap to Catch a Burglar (1913)
- Papa Puts One Over (1913)
- The Man Higher Up (1913)
- The Chains of an Oath  (1913)
- Just Show People (1913)
- Four Days (1913)
- Tim Grogan's Foundling (1913)
- O'Hara's Godchild (1913)
- Hubby Buys a Baby (1913)
- The Way Out (1913)
- Belinda the Slavey o Plot and Counterplot (1913)
- The Midget's Romance (1913)
- Wanted, a Strong Hand (1913)
- Sleuthing (1913)
- The Mystery of the Stolen Jewels (1913)
- O'Hara and the Youthful Prodigal (1913)
- Omens and Oracles (1913)
- Mr. Horatio Sparkins (1913)
- A Lady and Her Maid (1913)
- Cupid Through a Keyhole (1913)
- One Can't Always Tell (1913)
- The Bachelor's Baby o How It All Happened (1913)
- His House in Order o The Widower's Quest (1913)
- The Coming of Gretchen (1913)
- No Sweets (1913)
- Her Sweetest Memory (1913)
- Love's Quarantine (1913)
- O'Hara as a Guardian Angel (1913)
- The Tables Turned (1913)
- Dr. Crathern's Experiment (1913)
- A Gentleman of Fashion (1913)
- When Women Go on the Warpath o Why Jonesville Went Dry (1913)
- The Autocrat of Flapjack Junction (1913)
- The Hoodoo Umbrella (1913)
- Flaming Hearts (1913)
- Jerry's Mother-In-Law (1913)
- The Sale of a Heart
- A Game of Cards
- Up in a Balloon
- The Girl at the Lunch Counter
- The Education of Aunt Georgiana (1913)
- Jerry's Uncle's Namesake (1914)
- Officer John Donovan (1914)
- Goodness Gracious (1914)
- A Million Bid (1914)
- Bunny's Birthday (1914)
- Mrs. Maloney's Fortune (1914)
- The Spirit and the Clay (1914)
- Fanny's Melodrama (1914)
- The Old Fire Horse and the New Fire Chief (1914)
- The Countess Veschi's Jewels (1914)
- Mr. Bunnyhug Buys a Hat for His Bride (1914)
- Mr. Bingle's Melodrama (1914)
- Father's Flirtation
- The Gang (1914)
- Lillian's Dilemma
- Bread Upon the Waters
- Officer Kate
- David Garrick
- Lily of the Valley (1914)
- Down the Hill to Creditville
- A Horseshoe -- for Luck
- Fisherman Kate
- Kill or Cure
- In the Land of Arcadia
- The Athletic Family
- Sweeney's Christmas Bird (1914)
- War (1915)
- Cabman Kate (1915)
- The Professor's Nightmare (1915)
- When Samuel Skidded (1915)
- Two and Two (1915)
- The Lady of Shalott (1915)
- They Loved Him So (1915)
- Strictly Neutral (1915)
- Whose Husband?  (1915)
- Fair, Fat and Saucy (1915)
- Victor's at Seven (1915)
- The Revolt of Mr. Wiggs (1915)
- A Pair of Queens (1915)
- Some Duel (1915)
- Pat Hogan, Deceased (1915)
- Heavy Villains (1915)
- She Took a Chance (1915)
- The Wardrobe Woman (1915)
- Getting Rid of Aunt Kate (1915)
- Between Two Fires (1915)
- A Family Picnic (1915)
- No Tickee, No Washee (1915)
- The Conquest of Constantia (1915)
- Patent Food Conveyor (1915)
- The Pest Vamooser (1915)
- Bringing Up Father (1915)
- When Hooligan and Dooligan Ran for Mayor (1916)
- Them Was the Good Old Days (1916)
- A Night Out (1916)
- In Arcadia (1916)
- The Man He Used to Be (1916)
- Hughey, the Process Server (1916)
- Mr. Jack Wins a Double-Cross (1916)
- Mr. Jack Trifles (1916)
- Terry's Tea Party (1916)
- Out Ag'in, in Ag'in (1916)
- The Ordeal of Elizabeth (1916)
- More Money Than Manners (1916)
- The Man from Egypt (1916)
- Conductor Kate (1916)

### Vim Comedies
El 1916, després de fer només una pel·lícula amb la Triangle-Keystone signà amb la Vim Comedies, amb la qual actuà amb Oliver Hardy i després amb la Jaxon Film Corp., situada a la mateixa ciutat, actuant amb Billy Ruge.
- The Waiters' Ball (1916, Triangle)
- A Maid to Order (1916)
- Twin Flats (1916)
- A Warm Reception (1916)
- Pipe Dreams (1916)
- Mother's Child (1916)
- Prize Winners (1916)
- The Guilty Ones (1916)
- He Winked and Won (1916)
- Fat and Fickle (1916)
- The Boycotted Baby (1917)
- Terrible Kate (1917)
- The Love Bugs (1917)
- Week-End Shopping (1917)
- In High Speed (1917)
- Pals (1917)
- Ambition (1917)
- A Bargain at $37.50 (1917)
- Monkey, Maid, Man (1917)
- The Detective (1917)
- On the Love Line (1917)
- The Best of a Bad Bargain (1917)
- Double Cross (1917)
- After the Matinee (1917)
- Smashing the Plot (1918)

### Diferents productores
El 1918 es traslladà a Hollywood on actuaria en moltes companyies diferents.
- Amarilly of Clothes-Line Alley (1918)
- Humdrum Brown (1918)
- The Seal of Silence (1918)
- Good Night, Nurse! (1918)
- The Ghost of Rosy Taylor (1918)
- The Wooing of Riley (1918)
- Money Isn't Everything (1918)
- The Iron Test (1918)
- Arizona (1918)
- The Mantle of Charity (1918)
- Love (1919)
- Put Up Your Hands! (1919)
- Perils of Thunder Mountain
- Tin Pan Alley (1919)
- Telemachus, Friend (1920)
- The Devil's Riddle (1920)
- Bright Skies (1920)
- The Figurehead (1920)
- Dinty (1920)
- That Girl Montana (1921)
- Through the Back Door (1921)
- Little Lord Fauntleroy (1921)
- God's Crucible (1921)
- The Guttersnipe (1922)
- Pardon Me
- Come on Over (1922)
- My Wife's Relations (1922)
- The New Teacher (1922)
- Flesh and Blood (1922)
- Paid Back (1922)
- A Dangerous Game (1922)
- Good-By Girls!]' (1923)
- Her Fatal Millions
- Wolf Tracks
- Crossed Wires
- Broken Hearts of Broadway (1923)
- The Dangerous Maid (1923)
- The Spoilers (1923)
- The Near Lady (1923)
- Enemies of Children (1923)
- Fools Highway (1924)
- Riders Up (1924)
- The Sea Hawk (1924)
- Fight and Win (1924)
- Passion's Pathway (1924)
- All's Swell on the Ocean (1924)
- The Wife of the Centaur (1924)
- Another Man's Wife (1924)
- The Tornado (1924)
- Seven Chances (1925)
- The Way of a Girl (1925)
- The Sporting Venus (1925)
- The Man Without a Conscience (1925)
- The Desert Flower (1925)
- The Goose Woman (1925)
- His People (1925)
- The Unchastened Woman (1925)
- Sally, Irene and Mary (1925)
- The Perfect Clown (1925)
- The Desert Flower (1925)
- The Arizona Sweepstakes (1926)
- Memory Lane (1926)
- The Beautiful Cheat (1926)
- Irene (1926)
- The Cohens and Kellys (1926)
- Paradise (1926)
- Love's Blindness (1926)
- Faithful Wives (1926)
- The Third Degree (1926)
- The Sea Tiger (1927)
- Orchids and Ermine (1927)
- Frisco Sally Levy (1927)
- Mountains of Manhattan (1927)
- Orchids and Ermine (1927)
- Casey Jones (1927)
- The Cohens and the Kellys in Paris (1928)
- Thanks for the Buggy Ride (1928)
- Mad Hour (1928)
- Anybody Here Seen Kelly?
- The Godless Girl (1928)
- Show Girl (1928)
- The Cohens and the Kellys in Atlantic City (1929)
- Linda (1929)
- Two Weeks Off (1929)
- The Cohens and the Kellys in Scotland (1930)
- The Rogue Song (1930)
- Shadow Ranch (1932)
- The Cohens and the Kellys in Africa (1930)
- Ladies of the Jury (1932)
- Have a Heart (1934)
- Easy Living and Live (1937)
- Love and Learn (1937)